# Gogolice (powiat gryfiński)
Gogolice – wieś w Polsce położona w województwie zachodniopomorskim, w powiecie gryfińskim, w gminie Trzcińsko-Zdrój.
W latach 1975–1998 miejscowość należała administracyjnie do województwa szczecińskiego.

## Zabytki
- kościół fil. pw. MB Częstochowskiej, z drugiej poł. XIII, XVIII, XIX, nr rej.: A-957z 27.07.1956-d. cmentarz przy kościele, XIII-XX, nr rej.: A-957z 14.12.2015-ogrodzenie, mur.,  XV
- zespół pałacowy i folwarczny, nr rej.: A-759z 21.07.1977 i z 8.11.2010 :-pałac, 1841, 1888, pocz. XX -stajnia, przebudowany w drugiej poł. XIX-obora, z drugiej poł. XIX-park, zmiany w pierwszej poł. XIX.